# Commentry
Commentry là một xã ở tỉnh Allier thuộc miền trung nước Pháp.